# Даленцино
Даленцино (пол. Dalęcino) — село в Польщі, у гміні Щецинек Щецинецького повіту Західнопоморського воєводства.
Населення — 611 осіб (2011).

## Демографія
Демографічна структура станом на 31 березня 2011 року:
|          | Загалом | Допрацездатний вік | Працездатний вік | Постпрацездатний вік |
| -------- | ------- | ------------------ | ---------------- | -------------------- |
| Чоловіки | 293     | 70                 | 204              | 19                   |
| Жінки    | 318     | 82                 | 190              | 46                   |
| Разом    | 611     | 152                | 394              | 65                   |